# Wymarłe języki wołżańskie

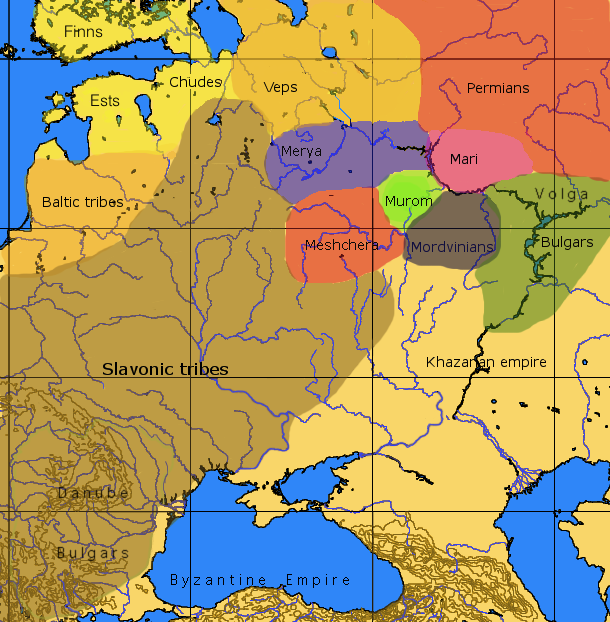
Języki wołżańskie w IX w. (język meria – kolor fioletowy, język muromski – jasnozielony i język mieszczerski – pomarańczowy)

Wymarłe języki wołżańskie – grupa trzech języków ugrofińskich z rodziny uralskiej używanych na terenie dzisiejszej Rosji środkowej do XIV–XVI w., kiedy zostały wyparte przez język rosyjski.
Bardzo mało wiadomo na ich temat; brak tekstów ciągłych w tych językach, zachowały się tylko nieliczne wyrazy i nazwy topograficzne. Z tego powodu niepewna jest nawet przynależność tych języków do grupy wołżańskiej.
Wymarłe języki wołżańskie to:
- język meria (używany przez plemię Meriów w dzisiejszym regionie moskiewskim; przetrwał tylko w nielicznych nazwach miejscowości)
- język muromski (używany przez plemię Muromów do średniowiecza, przypuszczalnie bliski językom mordwińskim)
- język mieszczerski (używany przez plemię Mieszczerów w dorzeczu Oki, przypuszczalnie bliski językom mordwińskim, wymarł w XVI w.)